# Ambesa
Ambesa is een geslacht van vlinders van de familie snuitmotten (Pyralidae), uit de onderfamilie Phycitinae.

## Soorten
- A. laetella Grote, 1880
- A. lallatalis Hulst, 1886
- A. walsinghami Ragonot, 1887